# Conforto
Conforto was een netwerk van twee HOV-snelbuslijnen in Waals-Brabant, die Louvain-la-Neuve en Waver met Brussels Hoofdstedelijk Gewest verbonden, en in 2020 opgegaan zijn in het overkoepelende Waalse netwerk TEC Express. Het netwerk wordt geëxploiteerd door buspachter Ets. Fr. Cardona et Deltenre in opdracht van TEC, entiteit "Waals-Brabant". De eerste lijn werd in 2002 voor het eerst geïntroduceerd en de tweede lijn kwam er in 2008 bij. In maart 2018 kwam er een derde lijn bij. Het netwerk werd geïntroduceerd om een snelle en comfortabele busverbinding te creëren tussen de gebieden. Tot en met 2019 reed Autobus de Genval op dit netwerk. Na aanbesteding won Ets. Fr. Cardona et Deltenre. Dit bedrijf nam een deel van de bussen over van Autobus de Genval en enkele nieuwe bussen in dienst. Op 1 oktober 2020 werd in Wallonië een nieuw concept HOV-lijnen geïntroduceerd en verdwenen de namen Conforto en Rapido Bus uit het straatbeeld.

## Wagenpark
Conforto werd integraal gereden door busmaterieel dat gebouwd is voor streekvervoer op lange afstanden. Sommige bussen hebben hiervoor een speciale sticker op de voorruit met het logo erop en de tekst Confort + Airco. Incidenteel rijden of reden er weleens gewone streekbussen.

### Huidig wagenpark
De volgende bussen deden anno 2019 dienst op het netwerk van Conforto.
| Serie                           | Aantal | Fabrikant              | Type         | Opmerking |
| ------------------------------- | ------ | ---------------------- | ------------ | --- |
| 610102-610104                   | 3      | Mercedes-Benz (Evobus) | Integro II L | Voormalig Autobus de Genval 961300-961302, daarvoor CFL 80, 81 en 82 |
| 610105-610107                   | 1      | Fast                   | Syter        | Voormalig Autobus de Genval 961326, 961327 en 961329 |
| 610109-610114                   | 6      | Irisbus                | Arway 15     | Voormalig Autobus de Genval 961270, 961272, 961279, 961371, 961379 en 961380 |
| 610122-610123                   | 2      | Mercedes-Benz (Evobus) | Integro II L | Voormalig Autobus de Genval 961393 en 961399 |
| 610128-610138                   | 11     | Setra                  | S 419 UL     | |
| 961204                          | 1      | Mercedes-Benz (Evobus) | Integro      | Verkocht aan Ets. Fr. Cardona et Deltenre en draagt nu busnummer 905395 |
| 961201-961202 961205            | 3      | Mercedes-Benz (Evobus) | Integro      | |
| 961206                          | 1      | Mercedes-Benz (Evobus) | Integro      | Voormalig Bronckaers 40G Verkocht aan Transports Penning en draagt nu busnummer 563221 |
| 961208                          | 1      | Mercedes-Benz (Evobus) | Integro      | Verkocht aan F. Cardona et Deltenre |
| 961210-961211                   | 2      | Fast                   | Syter        | |
| 961212                          | 1      | Neoplan                | Transliner   | Voormalig Postbus Zwitserland |
| 961239                          | 1      | Mercedes-Benz (Evobus) | Integro      | Droeg tot juni 2018 nummer 961203 |
| 961267                          | 1      | Irisbus                | Crossway 13m | Verkocht aan Bronckaers die de bus nu gebruikt als schoolbus. |
| 961306                          | 1      | Scania - Irizar        | Intercentury | Voormalig LIM Collard-Lambert 608126. De bus 961306 kreeg pas in 2009 zijn nummer. |
| 961317 961319-961320            | 3      | Neoplan                | Transliner   | Voormalig Postbus Zwitserland |
| 961324                          | 1      | Fast                   | Syter        | Droeg eerst busnummer 961205, maar is vrij vlug, na komst van 3 andere Syter bussen, hernummerd om overeen te komen met zijn soortgenoten in het contract. Verkocht aan LIM Collard-Lambert en draagt nu busnummer 608125 |
| 961325                          | 1      | Fast                   | Syter        | 961325 droeg eerst nummer 961306, maar is na komst van de drie andere bussen hernummerd om overeen te komen met zijn soortgenoten in het contract.                                                                        |
| 961353 961355                   | 2      | Scania - Irizar        | Intercentury | Voormalig LIM Collard-Lambert 608127 en 608125 (in die volgorde). Bus 961355 is verkocht aan Ets. Fr. Cardona et Deltenre en draagt nu busnummer 905245.                                                                  |
| 961263                          | 1      | Irisbus                | Crossway     | Verkocht aan Ets. Fr. Cardona et Deltenre die de bus, onder nummer 905294, inzet op Rapido Bus. |
| YKB-509 YKB-510 YKB-511 YTR-750 | 4      | Mercedes-Benz (Evobus) | Citaro LE    | Van oktober 2008 tot 2009 tijdelijk gehuurd van Transports Penning, wegens materieeltekort. Transport Pennings nummers 563258, 563265, 563266 en 563267 (in die volgorde)                                                 |

## Lijnoverzicht
Anno 2018 waren er drie buslijnen die rijden op Conforto. Hieronder een tabel met de huidige lijnen die overdag rijden. De lijnen reden alleen op doordeweekse dagen en beginnen met de letter C van Conforto. Lijn C droeg als bijnaam Conforto, lijn CBis droeg als bijnaam Conforto Bis en de bijnaam van lijn C3 was Conforto 3.
| Lijn | Traject                                      | Frequentie | Via                                             | Opmerking |
| ---- | -------------------------------------------- | ---------- | ----------------------------------------------- | --- |
| C    | Louvain-la-Neuve - Wavre - Ixelles           | 10’ - 30’  | Auderghem en Etterbeek                          | Snelbus |
| CBis | Louvain-la-Neuve - Wavre - Kraainem - Woluwe | 5’ - 30’   | Metrostation Kraainem en Metrostation Roodebeek | Rijdt op sommige ritten niet via Waver en op sommige ritten tot station Kraainem in plaats door naar Station Roodebeek. Reed tot 2010 tot aan de Luchthaven van Zaventem (Brucargo).                         |
| C3   | Wavre - Oudergem                             | 20’        | Rechtstreeks                                    | Rijdt van de parking aan het pretpark van Walibi naar Herrmann-Debroux. De lijn heeft geen tussenliggende haltes. In de voormiddag wordt er enkel van naar Brussel gereden. In de namiddag enkel naar Waver. |